# Astropecten sphenoplax
Astropecten sphenoplax är en sjöstjärneart som beskrevs av Bell 1892. Astropecten sphenoplax ingår i släktet Astropecten och familjen kamsjöstjärnor. Inga underarter finns listade i Catalogue of Life.